# 简森诉伊芙丽铁矿公司案
简森诉伊芙丽铁矿公司案（Lois E. Jenson v. Eveleth Taconite Co.），是美国司法史上首例性骚扰集体诉讼。1988年，该案由遭受到公司内男员工性骚扰的洛伊思·简森和其他女性雇员向位于美国明尼苏达州EVTAC铁矿的伊芙丽铁矿公司提起。1998年12月23日，在开庭前夕，15名女雇员与伊芙丽公司达成和解，获得350万美元的赔偿。此时，原告之一的帕特·科斯马赫已于4年前去世。该案后被改编为2002年出版的小说《集体诉讼》，还被改编为电影《北國性騷擾》（North Country）。

## 案件事实经过
原告简森于1975年3月进入被告公司处工作，在近十年的时间里，她与其他女雇员持续遭受到部分男雇员的性骚扰、辱骂、威胁、跟踪和恐吓。1984年10月5日，简森向明尼苏达州人权局寄送了投诉信，反映她遭受到的不公待遇。但一周后她的汽车轮胎就被报复者划破。1987年1月，州政府要求矿山的合伙人之一的克利夫兰欧吉贝诺顿公司向简森支付惩罚性赔偿6000美金以及精神损失赔偿5000美金，但诺顿公司拒绝执行。
1988年8月15日，律师保罗·斯普热吉尔代理简森及另一名原告向明尼苏达州联邦地区法院提交诉状，请求法院认定伊芙丽铁矿公司内对性骚扰处置不力。法院要求原告增加人数以满足集体诉讼的条件，最后在1991年12月16日，法官詹姆斯·罗森鲍姆裁定受理该案。原告简森在1992年1月25日辞去了铁矿公司的工作，不久她就被诊断患有创伤后压力心理障碍症。
1992年12月17日，明尼苏达州圣保罗市的法官理查德·基乐审理了这起侵权诉讼，并在六个月后判定公司应当采取切实措施，教育全体雇员有关性骚扰的禁止规定，以预防性骚扰的发生。
数月后，该州杜鲁斯市的帕特里克·麦克纳提被任命为特别法官，负责审理女雇员们应得的损害赔偿案件。在审判前，原告们在证人交叉盘问的程序中被对方律师调查了许多有关私生活的问题。
该案审理程序于1995年1月17日正式启动，在2月10日暂时中止。同年5月22日该案再次恢复审理，并于6月13日正式结束。
1996年3月28日，麦克纳提发布了一份416页的报告，记载了原告们的私人生活细节，并判令赔偿每位原告平均1万美元。此后，该案进入二审，1997年12月5日，美国联邦第八巡回上诉法院审理了该案。

## 脚注
1. ↑  .   [2014-05-09]. （原始内容存档于2013-01-16）.